# Steganopsis convergens
Steganopsis convergens är en tvåvingeart som beskrevs av Friedrich Georg Hendel 1913. Steganopsis convergens ingår i släktet Steganopsis och familjen lövflugor. Inga underarter finns listade i Catalogue of Life.